# Ersatz (Kurzfilm)
Ersatz ist ein schweizerisch-französischer Kurzfilm von Élodie Pong aus dem Jahr 2011. Weltpremiere war am 30. April 2012 bei den Internationalen Kurzfilmtagen in Oberhausen.

## Handlung
Ein Paar führt eine Unterhaltung über den Begriff Ersatz und überlegt was er bedeuten könnte. Daraus entsteht eine grotesk-philosophische Ersatz-Diskussion um Ersatz-Begriffe und Ersatz-Versatzstücke.

## Kritiken
„Was sich liebt, das neckt sich. Aus dem dadaistisch anmutenden Sprachspiel über das Wort Ersatz wird plötzlich Ernst. Die Ersatz-Liebe muss sich die Ersatz-Wohnung suchen. Für diese ebenso außergewöhnliche wie witzige Versuchsanordnung geht der Zonta-Preis an Elodie Pong und ihren Film ‚Ersatz‘.“

## Auszeichnungen
Internationale Kurzfilmtage Oberhausen 2012
- Zonta-Preis